# 约翰·林奇
约翰·H·林奇（英語：John H. Lynch，1952年11月25日—），是美国企业家和政治家。他就任过新罕布什尔州第80任州长。林奇在2004年第一次被选为州长，击败了第一期的现任州长克雷格·本森。这是78年来，首次州长在第一任期被击败不能连任。林奇以压倒性的胜利获得了2006年和2008年的连任，也轻松地在2010年获得了历史性的4连任。林奇是新罕布什尔州历史上最受欢迎的州长。当他在任時，是美国州长中受欢迎程度最高之一。

## 教育、事业、个人生活
林奇出生于马萨诸塞州沃尔瑟姆市，是威廉和玛格丽特·林奇6个孩子中的第5个。1974年，林奇从新罕布夏大學获得学士学位，其後又从哈佛大學商學院获得工商管理硕士，喬治城大學法律中心获得法学博士。
在他的从商生涯中，林奇曾担任过哈佛商学院的招生主任。他曾是林奇集团（驻在新罕布什尔州的咨询公司）的会长。林奇曾是諾爾公司（Knoll，家具制造公司）的总裁。林奇总裁把諾爾公司从年亏损5千万美元发展到年盈利2.4亿美元。在林奇的领导下，諾爾公司创造了新的就业机会，给工厂工人年终奖金，给职工的孩子们提供奖学金项目，给没有养老保险的职工提供养老金，还给奖公司人员股票。在林奇宣布竞选州长之前，他一直担任着新罕布什尔州州立大学系统的董事会主席。
林奇的妻子苏珊·林奇是儿科医生，也是反儿童肥胖活动家。他们住新罕布什尔州霍普金顿市古德山上，家的面积为11,000平方英尺（1,000平方米）. 他们价值千万的家有网球场、小屋、游泳池和其它娱乐设施，家中可瞭望到华盛顿山。林奇家有3个孩子：杰奎琳、朱莉娅和海登。杰奎琳不久前从巴克内尔大学毕业。朱莉亚在2011年从达特茅斯大学毕业。海登现在是达特茅斯大学2016级的学生。

## 竞选州长
在2004年6月，林奇展开了竞选新罕布什尔州州长的活动。林奇在竞选前，用5个月时间不间断的攻击当时的州长克雷格·本森。本森是共和党第一任期的州长。在本森引出一系列丑闻后，林奇声称本森缺乏诚信。林奇进一步批评本森造成了“腐败文化”， 还在在州议会任人唯亲。在9月15日, 林奇成为民主党主要候选人在11月2日，林奇以51%比49%的选票击败本森。林奇是自1926年以来，第一位挑战首任期州长成功的候选人。2005年1月6日，林奇就职成为新罕布什尔州第80任州长。
在2006年11月7日，林奇以74%比26%压倒性击败共和党候选人吉姆·科伯恩，成功连任。林奇的74%的选票是新罕布什尔州州长竞选最悬殊的差额。依靠林奇的成功，他的政党控制了州议会的席位和新罕布什尔州的两个美国众议院席位。
在2008年11月4日，林奇又以压倒性优势获得了第3次胜利。林奇击败了共和党候选人，曾為州参议员和海军的约瑟夫·肯尼。林奇获得78%的支持率，肯尼28%，自由党候选人得到2%，林奇的光环再次给他的党带来了胜利。民主党人保持控制的州议会和两个美国众议院席位，并获得了美国参议院席位。
在2010年11月2日，林奇具有历史性地第4次当选州长。他击败了前任国家卫生和人类服务部的专员约翰·史蒂文斯，以56% 比 48%的支持率击败对手。林奇是唯一的民主党人被选入州级职务。很多州的民主党都在2010年中期选举中惨败，民主党失去了对两院州议会，执行理事会和美国众议院席位的控制。
据康科德观察报报道，当林奇2011年1月6日就职时，他成为“州历史上在两百年裡任职最长的州长。约翰·泰勒吉是最后一位任期超过6年的州长。他在1794到1816年，服务了14个一年期的州长职务。州长职务在1877年变成2年期，目前全美國仅有新罕布什尔州和邻州佛蒙特州两个州是2年的州长任期。
在2011年9月15日，林奇宣布他不会在去竞选州长的第5个连任。在发布会上，林奇说: “我觉得我有激情和动力去继续我现在的工作，干很久很久。但是民主制度要求定期的改变。为了换新和复兴民主，它需要新的领导人和新的想法。”在2013年1月3日，林奇州長職務由民主党人玛吉·哈桑接任。这是19世纪以来，第一次民主党人接收民主党人成为州长。

## 任内

### 税收
当林奇是州长候选人时，他誓言不会收取任何大范围的税，特别是销售和收入税。林奇不支持修订州宪法禁止收入税。
在2007年, 林奇签订了“研究和发展税收抵免”的法律，规定在接下来的五年里，拨款1,000,000美元给公司“制造研究和发展”支出的核销资格。在2012年，在他最后一次州讲话中，林奇提出加倍税收抵免可增加就业机会，并抨击国会议员削减州立大学的经费用于减少10美分的烟草税。
在 2010年6月, 林奇签署了预算平衡措施，废除国家有限責任公司（LLC）税。

### 犯罪
林奇与州总检察长，警察局长和国会议员合作，通过性侵犯罪犯的法律，并且增加国家警察部队和国家检察官数量。新罕布什尔州被评为2008和2009年最安全的州。根据CQ新闻报道，新罕布什尔州也自称拥有国家的最低谋杀率和第二低的严重侵犯率。林奇在获奖公布后，于2009年发表了以下声明：
我很自豪地说，我们通过携手努力，在全国继续保持新罕布什尔州的“最安全的州”美誉。我们的低犯罪率早已成为生活和工作的一部分。重要的是，我们努力保持我们的高品质的生活。认识到这一点，我们应该花时间去感谢辛勤工作的执法工作者，每天让新罕布什尔州有安全的生活。

### 死刑
林奇坚持支持死刑。他说：“有些罪行令人发指，死刑是有必要的”。新罕布什尔州的众议院通过立法，在2009年3月废除死刑，林奇威胁要否决。出于林奇的否决提议，参议院在4月提交立法。在6月，林奇与立法会议员妥协，签署成立了新罕布什尔州死刑研究委员会。在 2010年12月, 委员会以12对10票通过保留死刑。尽管如此，小组一致认为不能扩大死刑的范围。在2011年, 林奇签署了扩大死刑范围，包括入室抢劫。

### 自然灾害响应
在2006年4月, 林奇被授予由美国红十字会颁发的“全国志愿者主席”优秀奖，表彰他在2005年的洪水的领导才力。

### 同性恋结合法案
在 2009年6月3日, 林奇把同性恋结合的法案写入法律，尽管他个人反对同性恋。新罕布什尔州成为美国第五个同性恋合法的州。

## 历史上受欢迎程度
在他8年任期中，林奇有着惊人的受欢迎程度，他常常被评为美国最受欢迎的州长之一。据新汉普郡大学的民调显示, 仅在2005年1月上任后的3个月，林奇的支持率在50%以上，而且在任期内一直保持在55%以上。同样，在2006年2月到2009年2月，他的支持率高于70%。在2012年4月, 林奇的支持率再度达到70%，使他成为美国第二个最受欢迎的州长，排在纽约州长安德鲁科莫之后。林奇同样享有两党的支持，他是在州历史上最受欢迎的州长。

## 总统支持
在2008年民主党总统初选中，林奇是新罕布什尔州的8个超级代表之一。林奇在新罕布什尔州的初选期间保持中立，因为作为州长，他需要以“专注主当好东道主”，根据发言人科林·曼宁的一份声明。在2008年6月27日，在新罕布什尔州尤丽提市的一个活动中，林奇正式支持奥巴马竞选总统。